# The Secret of Kells
The Secret of Kells è un film d'animazione del 2009 diretto da Tomm Moore e Nora Twomey.
La pellicola è il primo capitolo di una trilogia ispirata alla mitologia irlandese, seguìto da La canzone del mare (2014) e Wolfwalkers - Il popolo dei lupi (2020), ed è stata presentata in anteprima l'8 febbraio 2009 alla 59ª edizione del Festival internazionale del cinema di Berlino.

## Trama
Nell'Irlanda del IX secolo, durante l'era dell'espansione vichinga, il giovane Brendan vive nell'Abbazia di Kells sotto la cura del severo zio, l'abate Cellach, impegnato dalla costruzione delle mura che possano proteggere il villaggio dagli attacchi dei vichinghi. Mentre Brendan lavora come apprendista nello scriptorium del monastero, gli altri monaci gli raccontano di fratello Aidan, un eccellente miniatore che vive nella piccola isola di Iona: Aidan sta lavorando a un manoscritto miniato noto come Libro di Iona, che si dice «muta le tenebre in luce» e che è stato iniziato da San Columba tre secoli prima.
Aidan giunge a Kells insieme al suo gatto bianco, Pangur Bán, dopo che il suo monastero è stato distrutto da un attacco vichingo. Dopo aver origliato una discussione tra lo zio e Aidan, Brendan entra nello scriptorium e trova il Libro di Iona, ancora incompleto, custodito da Pangur Bán. Aidan arriva e racconta a Brendan del libro; ritenendolo un apprendista adatto, Aidan manda lui e Pangur Bán nella foresta a raccogliere una dozzina di bacche verdi per creare l'inchiostro. Messo alle strette da un affamato branco di lupi, Brendan viene salvato dalla fata Aisling, che va oltre la sua diffidenza iniziale e accetta Brendan dopo che lui le rivela di voler aiutare a completare il libro.
Dopo un incontro ravvicinato con Crom Cruach, una divinità della morte e della distruzione di cui Aisling ha una profonda paura, Brendan e la fata tornano ai margini della foresta e lei gli assicura che potrà tornare in qualsiasi momento. Al monastero, Brendan viene rimproverato dallo zio, che gli proibisce di allontanarsi di nuovo. Continuando a lavorare con Aidan, Brendan scopre che il lavoro è messo in pericolo dalla perdita dell'Occhio di Columba, uno speciale lente ottenuta da Crom Cruach. Quando il nipote cerca di visitare la caverna di Crom Cruach per ottenere un'altra lente, Cellach lo confina nella sua stanza, poi acconsente a lasciare il libro ad Aidan purché egli se ne vada prima della prossima primavera.
Liberato da Pangur Bán e Aisling, Brendan corre nel cuore della foresta, dove Aisling scioccata lo prega di non affrontare l'oscura divinità, avvertendo che Crom Cruach lo ucciderà proprio come ha ucciso sua madre e il resto della sua gente. Dichiarando che il libro non verrà mai completato senza l'Occhio, Brendan convince Aisling ad aiutarlo ad entrare nella grotta di Crom Cruach, scampando per un pelo alla morte. Brendan duella con Crom Cruach e afferra l'Occhio, accecandolo e facendo sì che la divinità si consumi diventando un uroboro. Tornato all'ingresso della grotta, Brendan trova la foresta ricoperta di fiori bianchi.
Brendan ritorna all'abbazia e continua ad assistere Aidan in segreto, sorvegliato e sostenuto dai fratelli del monastero. Un messaggero dall'esterno avverte Cellach che i vichinghi stanno arrivando. In un impeto di rabbia e frustrazione, Cellach rinchiude Brendan e Aidan nello scriptorium, ma non prima di aver strappato la pagina che Brendan aveva realizzato. I vichinghi invadono Kells mettendola a ferro e fuoco, aprendo una breccia nel cancello di legno, con orrore di Cellach, che viene prima ferito da una freccia e poi da una lama. Ancora rinchiusi nello scriptorium in fiamme, Brendan e Aidan scappano usando il fumo verde dell'inchiostro di bacche, confondendo i predoni.
La scala di legno che conduce alla torre centrale dell'abbazia viene sovraccaricata dagli abitanti del villaggio in preda al panico e crolla. Il villaggio e l'abbazia sottostante vengono dati alle fiamme; impossibilitati ad aiutare Cellach, Brendan e Aidan fuggono nella foresta con Pangur Bán. Alcuni vichinghi irrompono nella chiesa principale attaccando i monaci e gli abitanti del villaggio che si sono nascosti al suo interno, mentre altri trovano nella foresta Brendan e Aidan e provano a rapinarli, sparpagliando le pagine del libro, ma i lupi di Aisling arrivano e scacciano, o uccidono, i vichinghi. Quando Brendan trova l'ultima pagina del libro, per un momento si trova faccia a faccia con un lupo bianco, Aisling stessa in forma animale. Kells è ormai saccheggiata e bruciata, con pochi sopravvissuti; Cellach è gravemente ferito, ma sopravvive.
Brendan e Aidan viaggiano attraverso l'Irlanda e, dopo molti anni, completano il libro; Aidan muore dopo averlo affidato a Brendan che, ormai adulto, torna a Kells con Pangur Bán, guidati da Aisling in forma di lupo bianco. Brendan si riunisce con l'anziano zio, tormentato dai sensi di colpa ma rincuorato dalle parole del nipote, il quale mostra il volume, che ha rinominato Libro di Kells. Il film si conclude con l'animazione delle figure presenti della pagina contenente il monogramma di Cristo.

## Colonna sonora
La colonna sonora è stata affidata al francese Bruno Coulais e al gruppo folk irlandese Kíla (autori anche per i successivi La canzone del mare e Wolfwalkers - Il popolo dei lupi).
1. Opening Brendan – 1:01
2. Brendan and the Secret of Kells – 1:19
3. The Goose and the Abbot – 2:42
4. Aisling Song – 2:33
5. The Mist Doors – 3:01
6. Vikings – 1:34
7. The Chi’Ro Page – 2:10
8. In The Forest – 3:10
9. Brother Aidan – 2:05
10. Brendan and the Abbot – 2:12
11. What Are You Doing in My Forest? – 2:01
12. The Eye – 1:45
13. The Monks – 2:46
14. Build Up to the Attack – 3:57
15. The Story of Colmicille – 2:04
16. During the Attack – 2:23
17. Kells Destroyed – 3:25
18. The Book of Iona – 1:28
19. The Book of Kells – 4:55
20. Epicy – 2:48
21. Cardinal Knowledge – 2:37

## Accoglienza
The Secret of Kells ha ricevuto un'ottima accoglienza da parte della critica. Sull'aggregatore Rotten Tomatoes ha un indice di approvazione del 90% basato su 83 recensioni, con un voto medio di 7,6 su 10; il consenso dei critici afferma: «Splendidamente disegnato e di una tranquillità rinfrescante, The Secret of Kells rievoca l'età d'oro dell'animazione con un racconto incantevole ispirato alla mitologia irlandese.». Su Metacritic il punteggio ottenuto è di 81 su 100 basato su 20 recensioni, equivalente a un'“acclamazione universale”.
Joe Morgenstern di The Wall Street Journal disse che il film «rende omaggio alla cultura e al design celtici, insieme a tecniche e motivi che evocano Matisse, Miyazaki e i cartoni animati minimalisti della UPA». Gary Thompson del Philadelphia Daily News sostenne che «The Secret of Kells è degno di nota per il suo design unico e ornato, i suoi momenti di silenzio... e la musica meravigliosa». Leslie Felperin di Variety ha elogiato il film come «piacevolmente diverso e assolutamente delizioso da vedere». Jeremy W. Kaufmann di Ain't It Cool News ha definito la sua animazione «assolutamente brillante», e i recensori di Starlog lo hanno definito «uno dei più grandi film animati indipendenti disegnati a mano di tutti i tempi». Charles Solomon di Los Angeles Times ha classificato il film come il decimo miglior film d'animazione nella sua "Top 10".
Roger Ebert assegnò al film tre stelle su quattro descrivendolo così:

## Riconoscimenti
- 2009 - Animafest Zagabria[10]
  - Premio speciale a Tomm Moore e Nora Twomey
- 2009 - Dublin Film Critics' Circle
  - Candidatura al miglior film irlandese (3º posto)
- 2009 - Dublin International Film Festival
  - Miglior film irlandese
- 2009 - Edinburgh International Film Festival
  - Miglior regista a Tomm Moore
- 2009 - European Film Awards[11]
  - Candidatura al miglior film d'animazione
- 2009 - Festival internazionale del film d'animazione di Annecy[12]
  - Premio del pubblico al miglior film
  - Candidatura al miglior film

- 2010 - Annie Award[13]
  - Candidatura al miglior film d'animazione
- 2010 - Boulder International Film Festival[14]
  - Miglior film d'animazione
- 2010 - Irish Film and Television Awards[15]
  - Miglior animazione
  - Candidatura al miglior film
- 2010 - Premio Oscar[16]
  - Candidatura al miglior film d'animazione
- 2011 - Premio Chlotrudis[17]
  - Miglior scenografia